# Beta (Zeitzeichendienst)
Beta ist ein überwiegend für die militärische Anwendung bestimmter Zeitzeichendienst in Russland.
Die Sender des Systems übertragen zu vorgegebenen Zeiten Zeitinformationen auf der Frequenz 25 kHz. Weiterhin werden Synchronisationssignale auf den Frequenzen 20,5 kHz, 23 kHz, 25,1 kHz und 25,5 kHz gesendet. Außerhalb der Übertragungszeiten der Zeitinformationen werden gelegentlich auch codierte Informationen übermittelt.
Der Beta-Zeitzeichendienst besteht aus den folgenden Sendern:
| Rufzeichen | Standort                | Koordinaten                      |
| ---------- | ----------------------- | -------------------------------- |
| RJH69      | Maladsetschna (Belarus) | 54° 27′ 44,5″ N, 26° 46′ 9,2″ O  |
| RJH77      | Archangelsk             | 64° 21′ 37,8″ N, 41° 34′ 6,6″ O  |
| RJH63      | Krasnodar               | 45° 24′ 14,1″ N, 38° 9′ 20,5″ O  |
| RJH99      | Nischni Nowgorod        | 56° 10′ 14,1″ N, 43° 56′ 25,2″ O |
| RJH66      | Bischkek (Kirgisistan)  | 43° 4′ 0″ N, 73° 39′ 0″ O        |
| RAB99      | Chabarowsk              | 48° 30′ 0″ N, 134° 52′ 0,1″ O    |

Spektrogramme

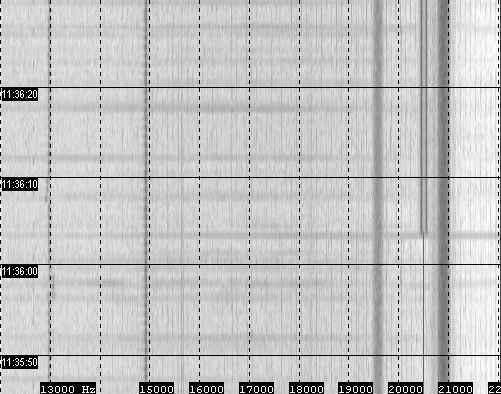
RJH63: beim Übergang vom Dauerträger- zum F1-B-Modus
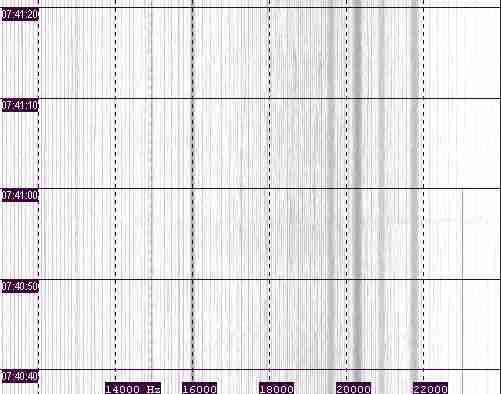
RJH77: Ende des Dauerträgers auf 23 kHz
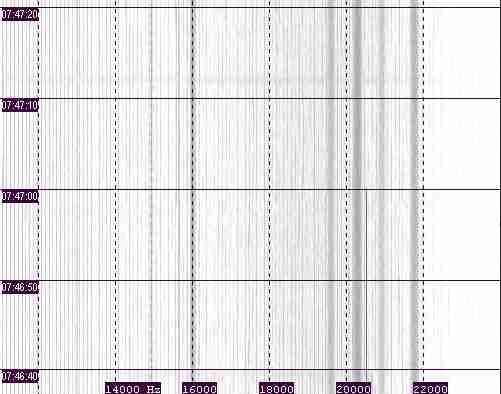
RJH77: Ende des Dauerträgers auf 20,5 kHz